# Bazicourt
Bazicourt är en kommun i departementet Oise i regionen Hauts-de-France i norra Frankrike. Kommunen ligger i kantonen Liancourt som tillhör arrondissementet Clermont. År 2022 hade Bazicourt 370 invånare.

## Befolkningsutveckling
Antalet invånare i kommunen Bazicourt
| Referens: INSEE |